# Барінова Яна Дмитрівна
Яна Дмитрівна Барінова (нар. 24 січня 1989, Одеса) — українська публіцистка, громадська діячка і науковиця. Членкиня оргкомітету з питань перспективного розвитку Національного історико-меморіального заповідника «Бабин Яр», має статус єврейського дипломата, авторка понад 100 публікацій на тему культури, гуманітарної політики, прав людини та меморіалізації Голокосту.
Директор Департаменту культури Київської міської державної адміністрації (4 березня 2021 — 21 березня 2022).

## Життєпис
Народилася 1989 року в Одесі у єврейській сім'ї. Навчалася в математичному класі Рішельєвського ліцею в Одесі. Закінчила Одеський національний університет імені І. І. Мечникова, факультет історії та філософії за спеціальністю «Магістр філософії» й економіко-правовий факультет за спеціальністю «Магістр економіки та права». Закінчила Паризьку бізнес-школу і здобула ступінь MBA у сфері культурного менеджменту. Є випускницею програми «Менеджмент благодійних проектів та фандрейзингу» Нью-Йоркського університету та лідерського семінару «Цінності та суспільство» «Аспен Інститут Київ». Захистила докторську дисертацію у листопаді 2020 року в Університеті Париж I Пантеон-Сорбонна на тему ролі цифрових технологій у комеморативних практиках. Є доповідачкою на міжнародних конференціях.
У 2010—2013 — працювала редакторкою культурної рубрики журналу «L'Officiel Україна», у 2014 році — проєктною менеджеркою в агентстві KEA European Affairs (Брюссель).
З 2014 по 2016 вела в Парижі лайфстайл-блог Bonjourist, опублікувавши в ньому близько 30 статей на культурну тематику, вела колонку у виданні «Forbes Україна»[джерело?].
З 2016 працювала виконавчою директоркою — директоркою зі стратегії Меморіального центру Голокосту «Бабин Яр». Звільнилася через незгоду з представленою Іллею Хржановським концепцією меморіалу. Виступає з критикою цієї концепції: 
| Методи створення великих інституцій відрізняються від методів створення артхаусних проєктів, нехай і видатних. Можна спробувати екстраполювати ці методи на роботу з пам'яттю, але тоді це не буде Центр Голокосту «Бабин Яр». Це буде креативний простір пам'яті чи експериментальна комемораційна ініціатива. Як завгодно. Але ніяк не центр Голокосту в Україні, який перебуває в діалозі, наприклад, з Яд Вашем чи Вашингтонським меморіалом. |
У лютому 2019 року Київський міський голова Віталій Кличко призначив Яну Барінову радницею з гуманітарних питань та питань культури.
З жовтня 2020 до лютого 2021 року — радниця Міністра культури та інформаційної політики України. Відповідає за створення концепції Музею сучасного мистецтва.
З 2020 року — голова робочої групи з питань номінування Чорнобильської зони до Списку всесвітньої спадщини ЮНЕСКО.
З лютого по серпень 2020 року була консультанткою проєкту Our Common Destiny, ініційованого Ізраїлем спільно з фондом «Генезіс» під егідою президента Ізраїлю Реувен Рівлін.
4 березня 2021 року, згідно з розпорядженням Київського міського голови на посаду директора Департаменту культури призначено Барінову Яну Дмитрівну. Наступного дня після призначення директором департаменту КМДА по скороченій «карантинній» процедурі, набрав чинності закон щодо відновлення проведення конкурсів на зайняття посад державної служби, тому призначення та результати конкурсу було скасовано. Пройшовши конкурс вдруге, 28 квітня 2021 року Барінова призначена директоркою Департаменту культури ВО КМР (КМДА).

## Громадська діяльність
У 2015 очолила ініціативну групу зі створення Музею єврейської культури в Одесі. Є однією з ініціаторів створення Меморіального центру Голокосту «Бабин Яр», в якому з 2016 працювала координаторкою робочої групи проекту, пізніше виконавчою директоркою.
У 2017 взяла участь у флешмобі «Маю право сказати „Ні“», що був спільним проєктом Фонду Олени Пінчук «АНТИСНІД» та «Української правди. Життя».
Указом Президента України від 20 жовтня 2017 року № 331/2017 включена до складу Організаційного комітету з питань перспективного розвитку Національного історико-меморіального заповідника «Бабин Яр».
З квітня 2018 по листопад 2019 очолювала Благодійну організацію Фонд пам'яті «Бабин Яр».
Є однією з близько 300 єврейських дипломатів — членів Єврейського дипломатичного корпусу Світового єврейського конгресу (з 2018), менторкою в програмі професійного менторства «MAP It».
У вересні 2019 двічі виступала в Раді ООН з прав людини.
У 2019 році, як виконавча директорка МЦГ «Бабин Яр», ініціювала та взяла участь у соціальній кампанії Draw Your Values, що популяризує ключові загальнолюдські цінності. Відомі митці, меценати, інфлюенсери, громадські активісти розповіли про свої цінності в Instagram та закликали інших поділитися своїми поглядами чи історіями, пов'язаними з правами людини, під хештегом #DrawYourValues. Героями кампанії також стали директор готельного комплексу Bursa Kyiv Василь Гроголь, художник Микола Толмачов, співзасновниця бренду Sleeper Катерина Зубарєва, співзасновник благодійного фонду «Життєлюб» Гарік Корогодський, боксер Володимир Кличко та співачка Луна.

## Родина
Мати — Ліна Яківна Барінова, кандидатка психологічних наук, доцентка Одеського національного університету імені І. І. Мечникова. Батько — Дмитро Анатолійович Барінов, працював заступником голови Державної служби морського та річкового транспорту України, є головою Наглядової ради Національного університету «Одеська морська академія».
Має доньку Меліссу (нар. 2009).

## Публікації
1. Барінова Я. Д. Комеморація трагедії Голокосту в Європі й Україні (Пам'ять про Бабин Яр) / Я. Д. Барінова // Юдаїка в Одесі. — 2017. — Випуск 4. — С. 190—200.
2. Барінова Я. Д. «Бабин Яр» у сучасній політиці пам'яті: філософські й теоретичні аспекти / Я. Д. Барінова // ДОКСА: збірн. наукових праць з філософії та філології. — Вип. 1 (27). — 2017. — С. 198—206.
3. Барінова Я. Д. Пам'ять про Бабин Яр у сучасних стратегіях комеморації: філософсько-теоретичний ракурс / Я. Д. Барінова // Роль суспільних наук у забезпеченні стабільності розвитку глобальних світових процесів у ХХІ ст. : міжнар. науково-практична конференція, 31 березня — 1 квітня 2017 р. — Київ. — 2017. — С. 43-45.
4. Барінова Я. Д. Нові грані людського буття в епоху нових медіа: Соціально-філософський аналіз / Я. Д. Барінова // Актуальні проблеми філософії та соціології. — 2017. — № 15. — С. 16-18.
5. New Media Art і постдіаспорна ідентичність: теоретичні й естетичні пошуки Ольги Кісельової / Я. Д. Барінова, І. В. Голубович // Проблеми культурної ідентичності в актуальному мистецтві та музейній практиці: матеріли міжнар. науково-практичної конференції, 14-16 вересня 2016 р. — Одеса, 2016. — С. 6, 7.
6. Барінова Я. Д. Соціально-філософські й естетичні смисли творчості Ольги Кісельової / Я. Д. Барінова // Totalogy-ХХІ. Постнекласичні дослідження. — 2016. — № 33. — С. 321—334.
7. Барінова Я. Д. Візуальна культура як предмет філософського осмислення / Я. Д. Барінова // Науковий вісник Міжнародного гуманітарного університету. — Одеса. — 2016. — С. 52-57. — (Серія: Історія. Філософія. Політологія ; вип. 12).